# Кордіньяно
Кордіньяно (італ. Cordignano, вен. Cordignan) — муніципалітет в Італії, у регіоні Венето, провінція Тревізо.
Кордіньяно розташоване на відстані близько 460 км на північ від Рима, 60 км на північ від Венеції, 34 км на північ від Тревізо.
Населення — 7045 осіб (2014).

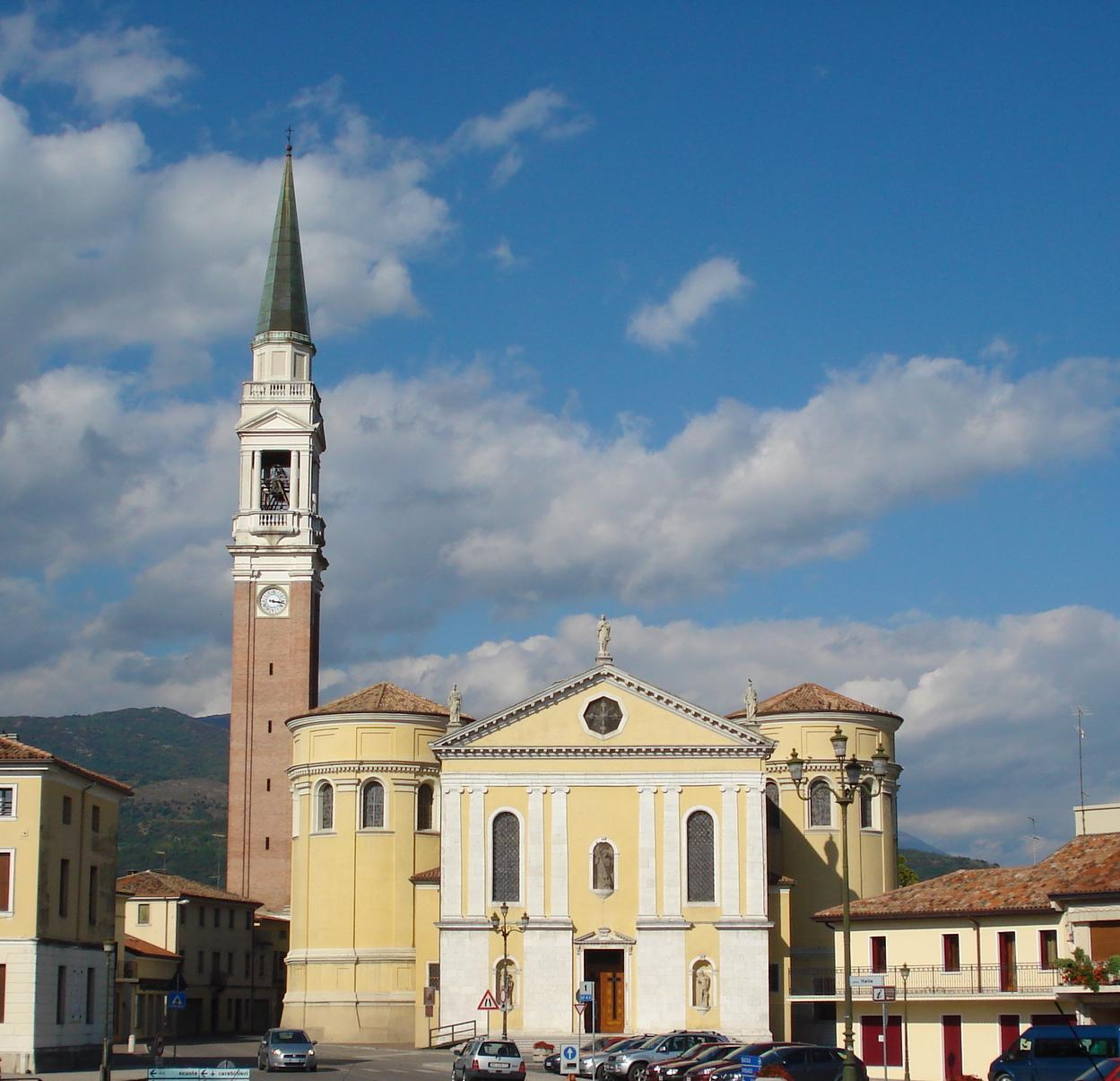

Щорічний фестиваль відбувається 29 червня. Покровитель — святий Петро.

## Демографія
Населення за роками:

Станом на 1 січня 2023 року в муніципалітеті офіційно проживали 573 іноземці з 50 країн, серед них 187 громадян країн Євросоюзу та 30 громадян України.

## Сусідні муніципалітети
- Канева
- Каппелла-Маджоре
- Колле-Умберто
- Фрегона
- Гаярине
- Годега-ді-Сант'Урбано
- Орсаго
- Сачиле
- Сармеде